# 真宗長安寺
長安寺（ちょうあんじ）は、神奈川県川崎市宮前区菅生4丁目にある真宗佛光寺派の寺院。山号は法林山(ほうりんざん)。

## 概要
京都にある渋谷山佛光寺の末寺で浄土真宗（真宗佛光寺派）の寺。杉田玄白の先祖である杉田長安（杉田主水次郎長安）が開基した。
・最寄り駅は東急田園都市線 たまプラーザ駅だか徒歩25分かかるため以下の鉄道駅から路線バスでアクセスできる。
・溝の口駅、武蔵溝ノ口駅
・登戸駅
・向ヶ丘遊園駅
・生田駅
・新百合ヶ丘駅
・宮前平駅
・鷺沼駅
・あざみ野駅

## 歴史
小田原北条氏の家臣であった間宮長安は杉田玄白の遠祖で、過去帳によると武蔵国久良岐郡杉田郷（現在の神奈川県横浜市磯子区）に生まれているとある。永禄2(1559)年の『小田原衆所領帳』には、杉田郷の領主は間宮豊前守とあり、その間宮一族であった長安は、下菅生村（現在の神奈川県川崎市宮前区菅生）に転じたあと杉田姓に改めてこの寺を開山した。
慶長17(1612)年11月28日に90歳で没し、境内にある墓石には法名の法林院釈氏浄安の文字が刻まれている。江戸時代に入ってから、この長安の法名をとって山号を法林山とした。